# Rogeret des Cévennes
De Rogeret des Cevennes is een Franse kaas, geproduceerd in de Cevennen, Gard, in de regio Languedoc.
De Rogeret was oorspronkelijk afkomstig uit de Cevennen. Het was een geitenkaas die tijdens het rijpingsproces op vochtig stro lag, waardoor er een rode schimmel op de kaas ontstond (vandaar ook de naam).
De kaas wordt in de Cevennen vrijwel niet meer geproduceerd, de productie heeft zich naar het noordoosten verplaatst Rogeret de Lamastre en deels wordt de kaas nu ook van koemelk gemaakt.